# Où est Charlie ?
Ne doit pas être confondu avec Qui est Charlie ?.
Pour les articles homonymes, voir Charlie.

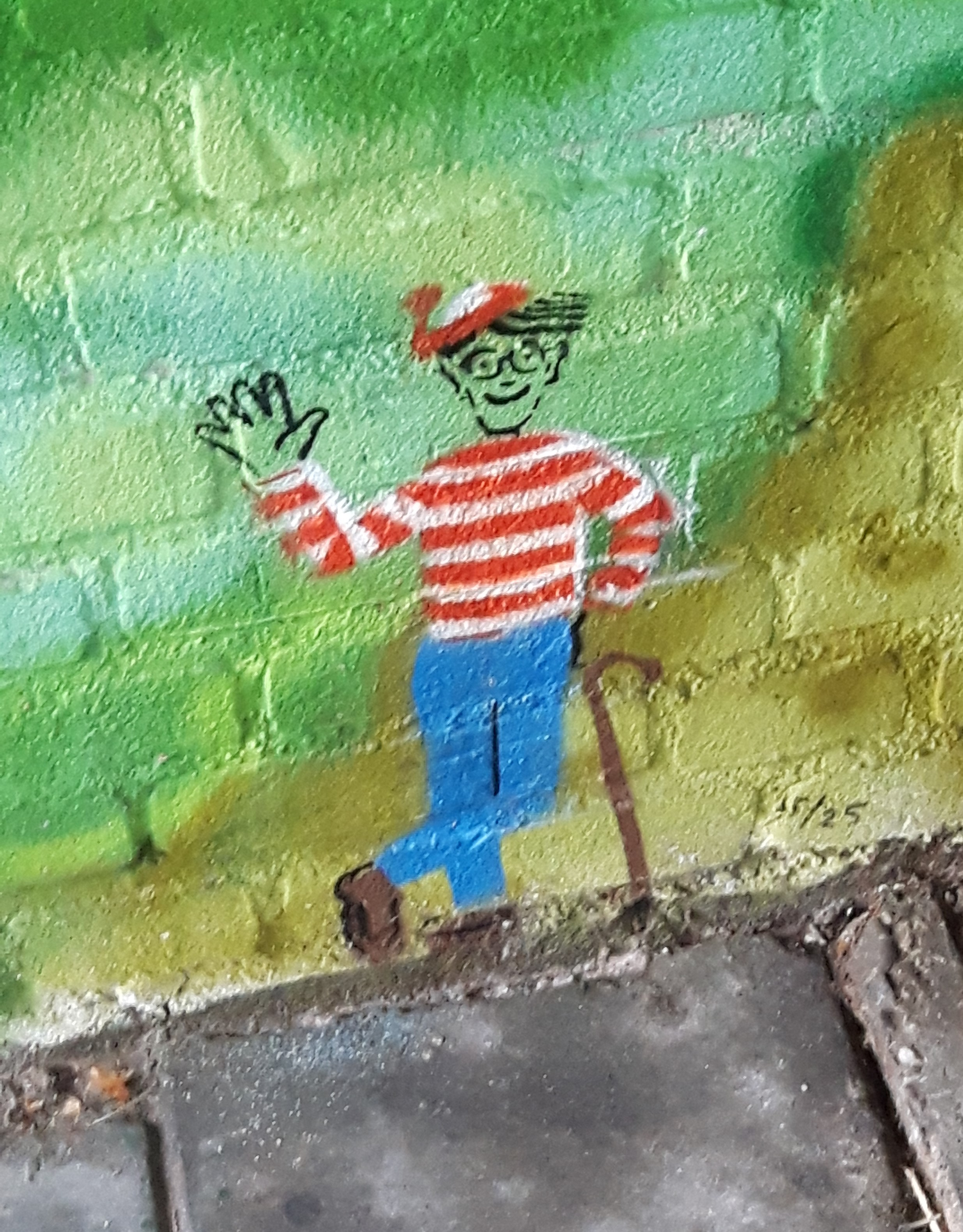
Tag de Charlie à Nimègue aux Pays-Bas.

Où est Charlie ? (Where's Wally? au Royaume-Uni et en Australie, Where's Waldo? aux États-Unis et au Canada anglophone) est une série de livres-jeux britannique créée par Martin Handford où le lecteur doit réussir à retrouver un personnage, Charlie, à l'intérieur d'une image. La difficulté vient du fait que les endroits où se trouve Charlie sont très colorés, et surtout remplis de personnages et d'objets divers. Il y a également d'autres personnages déguisés comme Charlie, ce qui augmente encore la difficulté.

## Histoire
Charlie est né en 1987. Il a été créé par le dessinateur britannique Martin Handford, né à Londres en 1956, qui a commencé sa carrière comme illustrateur commercial avec pour spécialité les scènes de foule.
La série Où est Charlie ? a été publiée dans 38 pays et en plus de 30 langues. Les aventures de Charlie sont un énorme succès international.
Martin Handford est devenu millionnaire après avoir cédé les droits de la marque en 2007 à Entertainment Rights (en) pour 2,9 millions de dollars.

## Personnages et objets à retrouver

### Principaux personnages

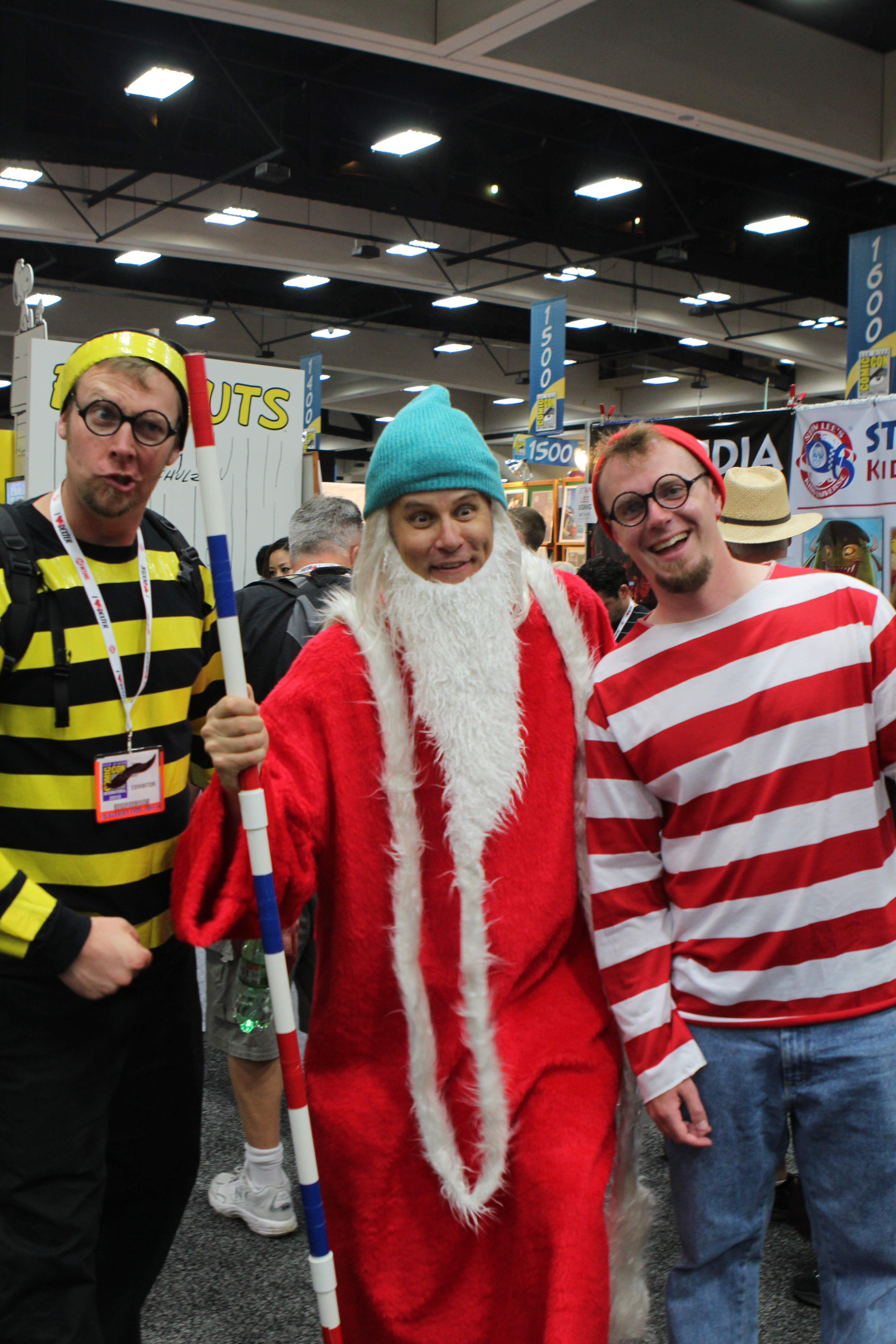
De gauche à droite, personnes déguisées en : Pouah, Blanchebarbe et Charlie.

Ces personnages sont à rechercher dans toutes les scènes :
- Charlie, un jeune homme grand et mince aux cheveux bruns portant des lunettes de vue rondes. Il est habillé avec un bonnet blanc à pompon rouge et un sweat-shirt à rayures blanches et rouges, un pantalon bleu, des chaussures marron. Il s'appuie sur une canne.
- Félicie, amie de Charlie, habillée avec une jupe d'un bleu parfois plus clair que le pantalon de Charlie, un bonnet identique à celui de Charlie, des collants à rayures rouges et blanches et des chaussures d'un marron plus clair que celles de Charlie. Elle porte aussi des lunettes, de type demi-lune.
- Blanchebarbe, un mage en robe rouge avec un chapeau pointu de magicien bleu, portant une longue barbe blanche et tenant dans sa main un bâton rayé bleu, blanc et rouge.
- Pouah, la version maléfique de Charlie, aux cheveux noirs, portant un bonnet jaune et noir, des lunettes de vue aux verres foncés, une moustache noire, un costume de prisonnier à rayures jaunes et noires et des chaussures noires à guêtres jaunes.
- Ouaf, le chien blanc de Charlie, habillé d'un costume rayé blanc et rouge et du même bonnet que Charlie. Il porte lui aussi des lunettes ainsi qu'un collier bleu à médaille jaune. On ne voit du chien que la queue, rayée elle aussi de blanc et rouge.
- Les fans de Charlie : d'innombrables enfants habillés en Charlie disséminés dans toutes les pages.

### Objets à retrouver

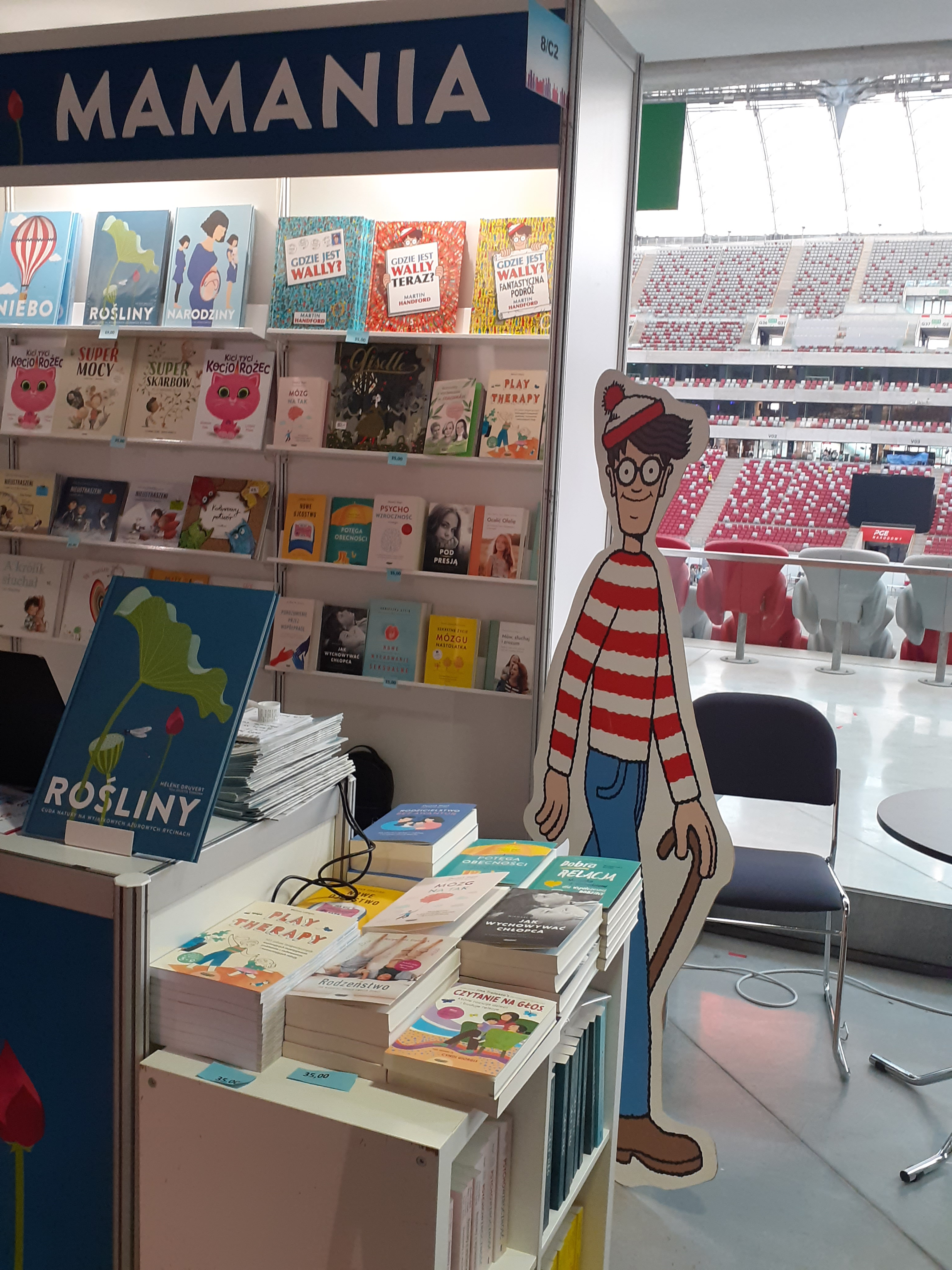
Silhouette en carton de Charlie à la Foire du livre de Varsovie.

Ces objets sont à rechercher dans toutes les scènes :
- la clé de Charlie ;
- l'os de Ouaf le chien ;
- l'appareil-photo de Félicie.
- le parchemin du mage ;
- la paire de jumelles de Pouah ;

Selon les différents tomes des « aventures » de Charlie, qui comportent chacun une douzaine de scènes, il faut retrouver d'autres objets ou personnages dans chaque scène, dont, notamment :
- dans Où est Charlie ? (12 scènes) : les pièces de son équipement ;
- dans Charlie remonte le temps (12 scènes) : un livre ;
- dans Où est Charlie ? Le voyage fantastique (12 scènes) : onze personnages ;
- dans Où est Charlie ? À Hollywood (12 scènes) : une bobine de film, onze personnages ;
- dans Où est Charlie ? Le livre magique (12 scènes) : onze personnages ;
- dans Où est Charlie ? La grande expo (12 « expos ») : trente personnages encadrés ;
- dans Où est Charlie ? Le carnet secret (7 scènes) : un personnage « mystère », une page blanche de carnet (et le crayon de Charlie dans une seule scène).

Des énigmes d'un genre différent sont posées dans certaines scènes, comme : trouver à qui appartiennent des silhouettes, quelles différences entre deux représentations de la même scène, trouver chacune des clés correspondant à celle figurant sur le linteau d'une porte, etc.

## Série
1. (1987) Où est Charlie ? (Where's Wally?) (changer « Wally » en « Waldo » pour obtenir le titre en américain)
2. (1988) Où est Charlie ? Charlie remonte le temps (Where's Wally Now?)
3. (1989) Où est Charlie ? Le voyage fantastique (Where's Wally? The Fantastic Journey)
4. (1993) Où est Charlie ? Charlie à Hollywood (Where's Wally in Hollywood?)
5. (1997) Où est Charlie ? Le livre magique (Where's Wally? The Wonder Book)
6. (2008) Où est Charlie ? La grande expo (Where's Wally? The Great Picture Hunt!)
7. (2009) Où est Charlie ? Le carnet secret (Where's Wally? The Incredible Paper Chase )

- (2013 ?) Où est Charlie ? - édition en petit format regroupant les 7 tomes, ressortie plusieurs fois sous couverture et « prime » collector différentes (cartes postales, autocollant, poster, etc.).

## Hors-série
1. Où est Charlie ? Le monde des chevaliers
2. Où est Charlie ? Le monde des pirates

Une revue pédagogique nommée Les voyages de Charlie de 19 pages, portant sur la découverte du monde, est parue hebdomadairement pendant 1 an, entre 1997 et 1998, aux éditions Fabbri. Certains numéros étaient vendus avec une cassette audio Radio Charlie racontant les aventures de Charlie et ses amis, reposant sur les lieux du numéro actuel et des deux numéros du magazine à venir. Les numéros pouvaient être rangés dans 4 classeurs de 13 numéros aux couleurs de Charlie. Un atlas était également fourni pour y coller des autocollants, une planche de 6 autocollants était offert dans chaque numéro. Chaque revue comportait à la page centrale un lieu célèbre du globe (Venise, etc.) où Charlie s'était caché[réf. nécessaire].

## Adaptations dans d'autres médias

### Séries télévisées

#### Where's Wally?(titre original)
Charlie a été adapté à la télévision une première fois en 1991 sur CBS en une série de 13 épisodes de courts dessins animés, où l'enfant devait trouver Charlie en moins d'une minute. En 2004, tous les épisodes sont reparus avec les personnages situés à un endroit différent.
- Musique : Michael Tavera
- Chanteur générique: Alain Garcia

Voix françaises :
- Jean-Claude Montalban : Charlie
- Gérard Dessalles : le narrateur
- Roger Carel : Barbe Blanche et Odlaw (Pouah dans les livres originaux français)
- Jacques Ferrière : voix masculines secondaires
- Évelyne Grandjean : voix féminines secondaires

#### Where's Waldo?(titre original)
Une seconde adaptation paraît en 2019 sur la chaîne américaine Universal Kids (en).
- Studio de doublage : Titra Film
- Direction artistique : Olivia Luccioni
  - Adaptation : Charlotte Loisier

Voix françaises :
- Benjamin Bollen : Charlie
- Olivia Luccioni : Charlène
- Stéphane Ronchewski : Barbe Blanche
- Geneviève Doang : Odlulu
- Emmanuel Garijo : Fritz

### Projet de film
Un film cinéma Where's Waldo était à l'étude dès 2004, mais a été annulé par la Paramount, la maison-mère de Nickelodeon qui avait prévu de faire l'adaptation.
En juin 2009, Universal Studios (qui obtiendra plus tard la propriété du film par le biais de l'acquisition de DreamWorks Animation, propriétaire de Classic Media en 2016) et la société de production Illumination ont acquis les droits pour faire de Où est Charlie ? un film en prises de vues réelles, mais le projet a également été annulé.

### Jeux vidéo
Trois jeux vidéo ont été tirés de Où est Charlie : Where's Waldo? (NES), The Great Waldo Search (NES, Mega Drive, SNES) et Où est Charlie ? Le voyage fantastique (PC, Nintendo Wii, Nintendo DS, iPhone/iPod Touch).

### Autres supports
Une étudiante canadienne a installé un gigantesque Charlie sur un toit de Vancouver, à retrouver via Google Earth.
En mars 2009, pour le lancement de son service Street View au Royaume-Uni, la société Google avait lancé une quête « Où est Charlie ? » dont le but était de retrouver le personnage parmi les photos prises dans les rues de Londres.
Pour le poisson d'avril de l'année 2018, Google a intégré un jeu « Où est Charlie ? » à son service de cartographie Google Maps,.

## Références dans la culture populaire

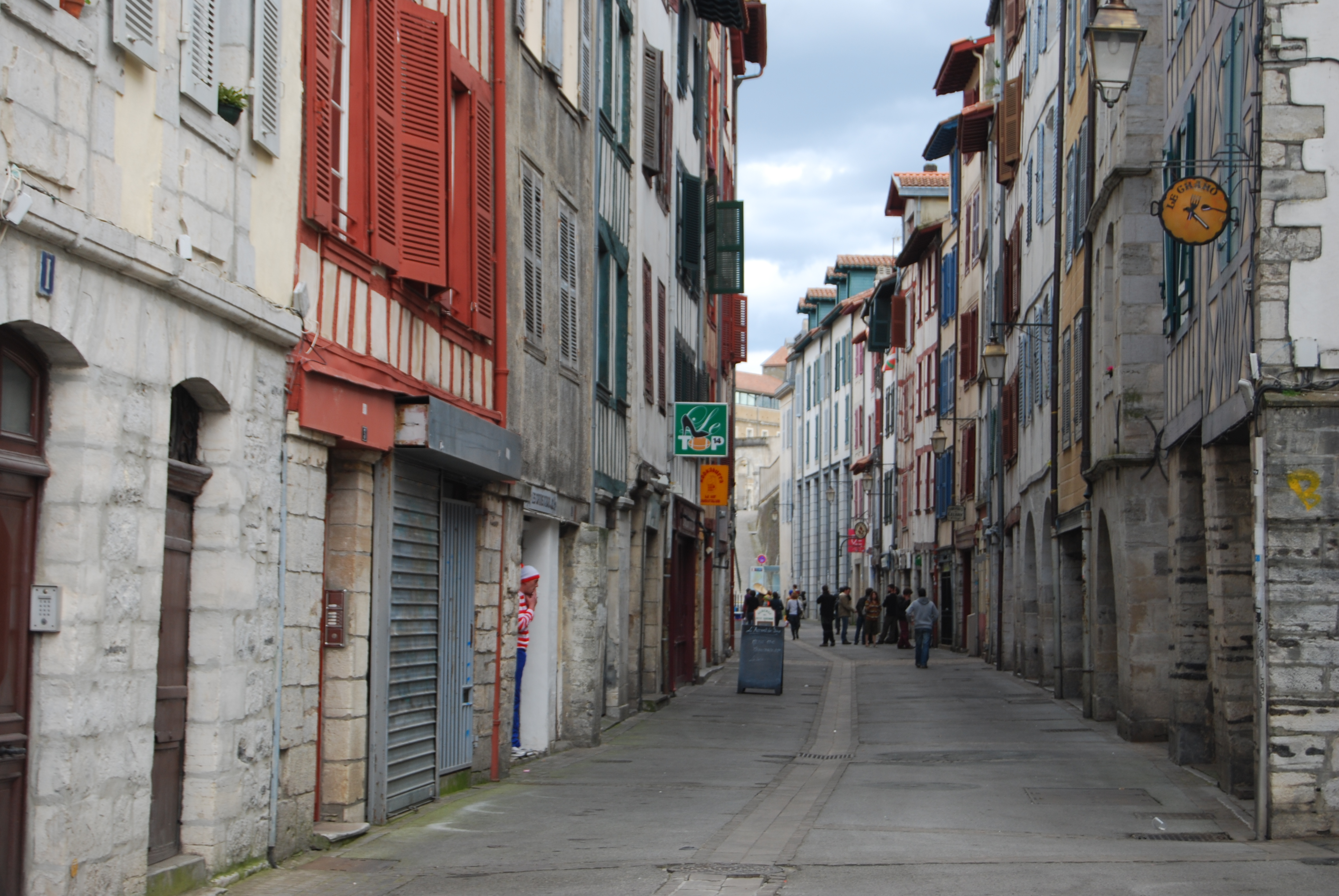
Un homme déguisé en Charlie, lors du carnaval 2011, à Bayonne.

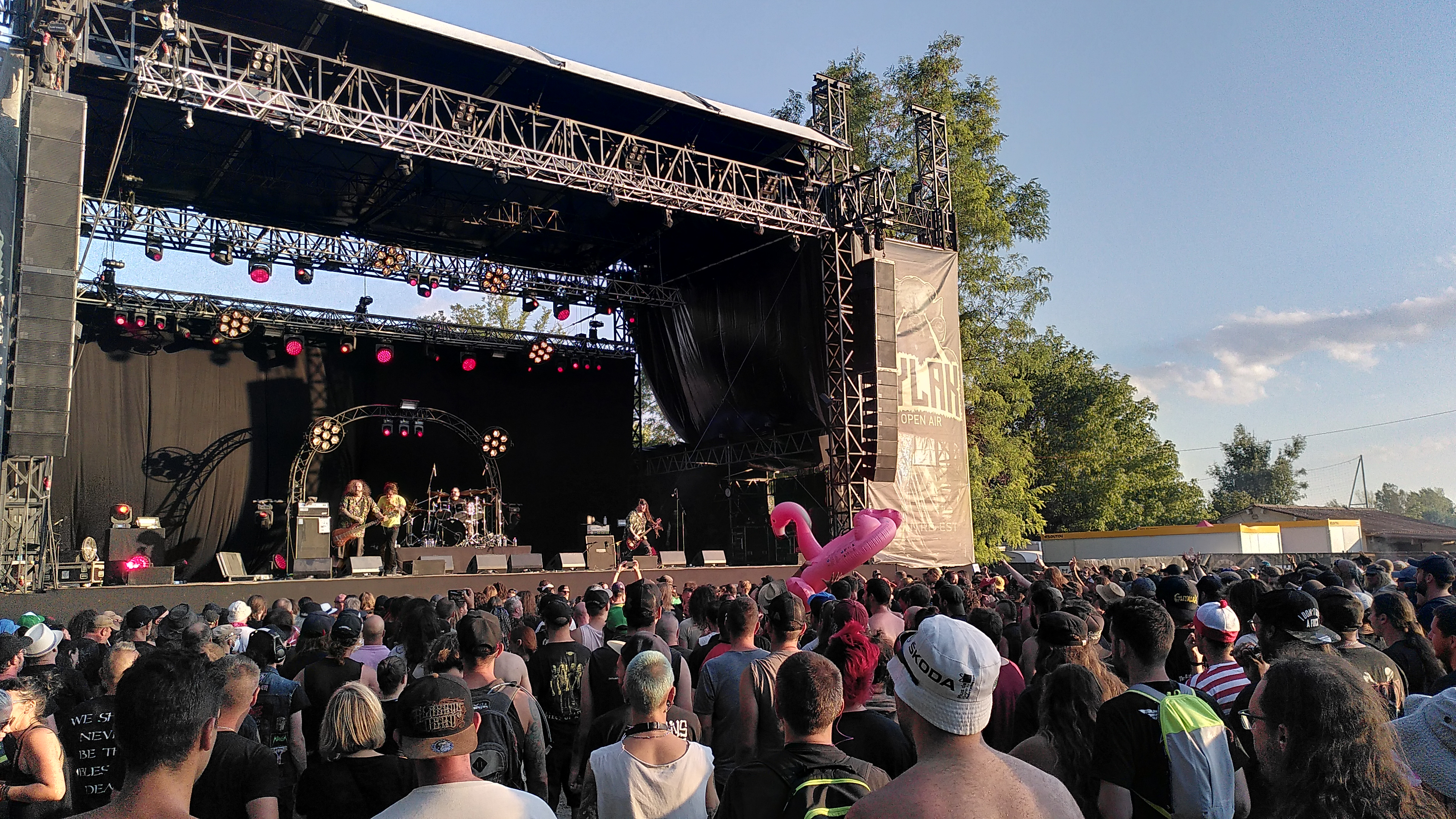
Une personne habillée en Charlie lors d'un festival en plein air.